# Список руководителей Национального юридического университета имени Ярослава Мудрого
Национальный юридический университет имени Ярослава Мудрого ведёт свою историю от Императорского Харьковского университета, который был основан 5 (18 ноября) 1804 года распоряжением Александра I. В Харьковском императорском университете было создано отделение моральных и политических наук, которое в 1835 году было преобразовано в юридический факультет. В 1919 году вуз был ликвидирован, а юридический факультет был передан новосозданному Харьковскому институту народного хозяйства и стал называться правовым факультетом (также употреблялись названия: правовое отделение и юридический факультет). 23 июля 1930 года Харьковский институт народного хозяйства был реорганизован, и в числе созданных на его основе вузов был Харьковский институт советского строительства и права, а в июне 1933 года этот вуз был переименован во Всесоюзный коммунистический институт советского строительства и права. 1 июля 1937 года вуз был вновь реорганизован и стал называться Харьковский юридический институт. Следующая реорганизация вуза произошла 20 марта 1991 года, когда он был переименован в Украинскую государственную юридическую академию, но уже 30 марта 1995 года указом Президента Украины Леонида Кучмы вуз получил название Национальная юридическая академия Украины имени Ярослава Мудрого. 8 декабря 2010 года в вузе прошла последняя реорганизация в результате чего он стал называться Национальный университет «Юридическая академия имени Ярослава Мудрого», а 4 декабря 2013 года он был переименован в Национальный юридический университет имени Ярослава Мудрого.
Императорский Харьковский университет и Харьковский институт народного хозяйства возглавляли ректоры, в период с 1930 по 1961 вуз руководители вуза занимали должность директора, и начиная с 1961 года вузом вновь руководят ректоры. Несмотря на то, что вуз ведёт свою историю с 1804 года, в источниках в списки ректоров включаться руководители вуза лишь с 1920 года.

## Список[Комм. 2]
| Фамилия, имя, отчество (годы жизни)            | Портрет | Период пребывания в должности | Период пребывания в должности                                                           | Название должности                                                    | Учёная степень, учёное и академические звания (даты присвоения степеней и званий)                     |
| Фамилия, имя, отчество (годы жизни)            | Портрет | Начало                        | Конец                                                                                   | Название должности                                                    | Учёная степень, учёное и академические звания (даты присвоения степеней и званий)                     |
| ---------------------------------------------- | ------- | ----------------------------- | --------------------------------------------------------------------------------------- | --------------------------------------------------------------------- | --- |
| Фомин Пётр Иванович (1873—1936)                |         | конец 1919/1920               | 1923                                                                                    | Ректор Харьковского института народного хозяйства                     | Магистр политической экономии и статистики (1916), профессор (?).                                     |
| Соколин Яков Александрович (1888—после 1929)   |         | 1923                          | 7 марта 1927                                                                            | Ректор Харьковского института народного хозяйства                     | Профессор (?).                                                                                        |
| Величко Лев Исаакович (1878—1937)              |         | 1927                          | 1929                                                                                    | Ректор Харьковского института народного хоязйства                     | ???                                                                                                   |
| Кустолян Евгений Александрович (1898—1937)     |         | октябрь 1929                  | сентябрь 1930                                                                           | Ректор Харьковского института народного хоязйства                     | Профессор (1928).                                                                                     |
| Брандт Карл Карлович (1896—1937)               |         | 1930                          | 1931                                                                                    | Директор Харьковского института советского строительства и права      | — |
| Еминник Марк Моисеевич (1901—1954)             |         | 1931                          | 1932                                                                                    | Директор Харьковского института советского строительства и права      | Кандидат наук (?), профессор (?).                                                                     |
| Цареградский Семён Маркович (1899—после 1956)  |         | конец 1932/1933               | 1934                                                                                    | Директор Харьковского института советского строительства и права      | — |
| Канарский Сергей Михайлович (1890—1937)        |         | июнь 1934                     | 1937                                                                                    | Директор Харьковского института советского строительства и права      | Профессор (?).                                                                                        |
| Канарский Сергей Михайлович (1890—1937)        | 1937    | 1937                          | Директор Харьковского юридического института                                            |                                                                       | Профессор (?).                                                                                        |
| Левиков Николай Иванович (1894—1937)           |         | август 1937                   | октябрь 1937                                                                            | Директор Харьковского юридического института                          | — |
| Монастырский Евгений Александрович (1907—1991) |         | 1937/8                        | 1939                                                                                    | Директор Харьковского юридического института                          | Кандидат юридических наук (1956).                                                                     |
| Барахтян Василий Алексеевич (1908—1988)        |         | август 1939                   | 1941                                                                                    | Директор Харьковского юридического института                          | Кандидат юридических наук (1939), доцент.                                                             |
| Барахтян Василий Алексеевич (1908—1988)        | 1943    | февраль 1948                  |                                                                                         | Директор Харьковского юридического института                          | Кандидат юридических наук (1939), доцент.                                                             |
| Вильнянский Соломон Иосифович (1885—1966)      |         | 1948                          | 1950                                                                                    | исполняющий обязанности директора Харьковского юридического института | Доктор юридических наук (1948), профессор (1938).                                                     |
| Нёботов Александр Андреевич (1907—1962)        |         | весна 1950                    | 1961                                                                                    | Директор Харьковского юридического института                          | Кандидат исторических наук (1948), доцент (1953).                                                     |
| Нёботов Александр Андреевич (1907—1962)        | 1961    | 1961                          | Ректор Харьковского юридического института                                              |                                                                       | Кандидат исторических наук (1948), доцент (1953).                                                     |
| Маслов Василий Филиппович (1922—1987)          |         | 9 февраля 1962                | 1 июня 1987                                                                             | Ректор Харьковского юридического института                            | Доктор юридических наук (1968), профессор (1968), член-корреспондент АН Украинской ССР (1985)         |
| Таций Василий Яковлевич (род. 1940)            |         | июль 1987                     | 1991                                                                                    | Ректор Харьковского юридического института                            | Доктор юридических наук (1984), профессор (1985), академик НАПрН Украины (1993) и НАН Украины (1997). |
| Таций Василий Яковлевич (род. 1940)            | 1991    | 1995                          | Ректор Украинского государственной юридической академии                                 |                                                                       | Доктор юридических наук (1984), профессор (1985), академик НАПрН Украины (1993) и НАН Украины (1997). |
| Таций Василий Яковлевич (род. 1940)            | 1995    | 2010                          | Ректор Национальной юридической академии Украины имени Ярослава Мудрого                 |                                                                       | Доктор юридических наук (1984), профессор (1985), академик НАПрН Украины (1993) и НАН Украины (1997). |
| Таций Василий Яковлевич (род. 1940)            | 2010    | 2013                          | Ректор Национального университета «Юридическая академия Украины имени Ярослава Мудрого» |                                                                       | Доктор юридических наук (1984), профессор (1985), академик НАПрН Украины (1993) и НАН Украины (1997). |
| Таций Василий Яковлевич (род. 1940)            | 2013    | 2020                          | Ректор Национального юридического университета имени Ярослава Мудрого                   |                                                                       | Доктор юридических наук (1984), профессор (1985), академик НАПрН Украины (1993) и НАН Украины (1997). |
| Гетьман Анатолий Павлович (род. 1958)          |         | 29 декабря 2020               | н. в.                                                                                   | Ректор Национального юридического университета имени Ярослава Мудрого | Доктор юридических наук (1995), профессор, академик НАПрН Украины (2004).                             |

Во время ректорства Василия Маслова — в 1963—1964 годах исполняющим обязанности ректора был кандидат юридических наук Анатолий Иосифович Рогожин (1923—2000). После смерти Маслова летом 1987 года и до избрания ректором Василия Тация, некоторое время исполняющим обязанности ректора был кандидат юридических наук, профессор Владимир Владимирович Сташис(1925—2011).

### Комментарии
1. ↑  Вопрос о названии вуза в тот период является дискуссионным. Так, в книге «Служение Отечеству и долгу: Очерки о жизни и деятельности ректоров харьк. вузов (1805-2004 гг.).» исследователь О. В. Крючко утверждал, что до 1935 года вуз назывался Всеукраинским институтом советского строительства и права, а затем был переименован в Харьковский институт советского строительства и права[6].Такая версия названия подтверждается тем, что в 1937 году в журнале «Социалистическая законность» была опубликована статья «О работе Харьковского институте советского строительства и права»[7]
2. ↑  Список составлен на основании книг написанных профессорско-преподавательским составом Национального юридического университета имени Ярослава Мудрого к 205-летию[1] и 210-летию вуза[12], статьях профессора В. Д. Гончаренко о Харьковском юридическом институте (2004)[8] и академика В. Я. Тация о Национальной юридической академии Украины имени Ярослава Мудрого написанной для шеститомника[13] «Юридическая энциклопедия[укр.]», статьи В. Я. Тация о Национальном юридическом университете имени Ярослава Мудрого для двадцатитомника «Большая украинская юридическая энциклопедия[укр.]»[14], а также на основании книги «Служение Отечеству и долгу: Очерки о жизни и деятельности ректоров харьк. вузов (1805-2004 гг.)» под редакцией профессоров В. И. и Е. В. Астаховых[15].